# Athineos Philippu

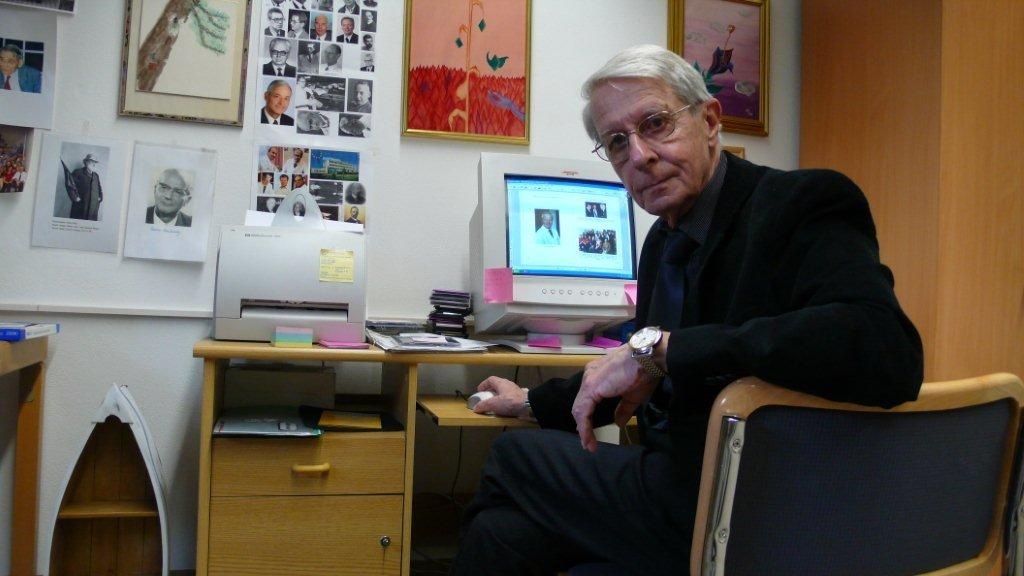
Athineos Philippu

Athineos Philippu (Αθήναιος Φιλίππου; alternative Transliteration Athineos Philippou; * 22. September 1931 in Athen) ist ein griechisch-deutsch-österreichischer Arzt und Pharmakologe.

## Leben
Seine Eltern waren der Rechtsanwalt Ioannis Philippou und dessen Frau Andromachi. Athineos besuchte Schulen in Athen und studierte dort von 1950 bis 1956 Medizin. Neben dem Studium arbeitete er hauptsächlich an der Cholinesterase-Aktivität verschiedener Leukozyten-Typen und die chromatographische Trennung von Kohlenhydraten als studentische Hilfskraft und Doktorand am Physiologischen Institut der Universität Athen bei Christos Maltesos, einem Schüler Hermann Reins. Im Jahr 1959 wurde er mit einer Dissertation mit dem Titel „Über die Cholinesterase-Aktivität der verschiedenen Leukozyten“  (aus dem Griechischen) zum Dr. med. promoviert. Anschließend leistete er zweieinhalb Jahre Militärdienst bei der griechischen Marine. Von 1959 bis 1962 arbeitete er als Stipendiat der Alexander von Humboldt-Stiftung erst am Physiologischen Institut der Universität zu Köln, ab 1960 am von Peter Holtz geleiteten Pharmakologischen Institut der Johann Wolfgang Goethe-Universität Frankfurt am Main. Dort wurde er anschließend wissenschaftlicher Assistent. 1965 habilitierte er sich mit einer Arbeit „Untersuchungen zum Mechanismus der Speicherung und Freisetzung der Nebennierenmark-Hormone“ für Pharmakologie und Toxikologie. Als sein Frankfurter Mentor, der ältere Holtz-Schüler Hans-Joachim Schümann, 1964 Direktor des neu gegründeten Pharmakologischen Instituts des Universitätsklinikums Essen der heutigen Universität Duisburg-Essen geworden war, folgte Philippu ihm. 1968 forschte er zwei Monate bei Wilhelm Feldberg am National Institute for Medical Research in London. Von 1970 bis 1982 war er Professor und Abteilungsleiter bei Ullrich Georg Trendelenburg am Institut für Pharmakologie und Toxikologie der Julius-Maximilians-Universität Würzburg. 1982 wurde er als Lehrstuhlinhaber und Gründungs-Vorstand berufen an das Institut für Pharmakodynamik und Toxikologie, später umbenannt zum „Institut für Pharmakologie und Toxikologie“, seit 1999 Abteilung für Pharmakologie und Toxikologie des Instituts für Pharmazie der Fakultät für Chemie und Pharmazie der Universität Innsbruck. 1999 emeritiert, lebt er weiter in Innsbruck. Sein Nachfolger wurde Jörg Striessnig (* 1959).

## Forschung
Am Physiologischen Institut der Universität Athen arbeitete er als Student über die Cholinesterase-Aktivität verschiedener Leukozyten-Typen, die Ergebnisse veröffentlichte er als alleiniger Autor in den Zeitschriften American Journal of Physiology, Blood, Nature. In der Gruppe von Holtz und Schümann in Frankfurt am Main fand Philippu zur Pharmakologie des Nervensystems. Es ging um die Speichergranula (Vesikel) (auch Speicher-Vesikel), die in den Zellen des Nebennierenmarks und in Nervenzellen die Katecholamine (Brenzcatechinamine) Noradrenalin und Adrenalin speichern. Man wusste, dass indirekte Sympathomimetika wie Tyramin die Katecholamine freisetzten. Schümann und Philippu untersuchten das an isolierten Vesikeln aus dem Nebennierenmark näher. Tyramin setzte die Katecholamine frei, nicht aber das zusammen mit ihnen gespeicherte Adenosintriphosphat, und gleichzeitig wurde es selbst in die Vesikel aufgenommen. Ähnlich wirkten andere indirekte Sympathomimetika wie Ephedrin und Amphetamin: Schümann und Philippu folgerten: „Der von uns geführte Nachweis, daß die unter der Tyramineinwirkung aus den isolierten Nebennierenmarkgranula abgegebenen Brenzcatechinaminmengen durch eine im stöchiometrischen Verhältnis erfolgende Aufnahme von Tyramin ersetzt werden, spricht dafür, daß es sich um einen Verdrängungsmechanismus handelt.“ Das anschauliche Wort „Verdrängung“ ist dabei eine vereinfachte Beschreibung des Wirkmechanismus der viel missbrauchten wie arzneilich gebrauchten indirekten Sympathomimetika. Die Frankfurter Gruppe hat gezeigt, dass die Freisetzung von Catecholaminen aus chromaffinen Vesikel durch Tyramin, β-Phenethylamin, Amphetamin, Methamphetamin und Ephedrin induziert werden kann, nicht jedoch durch Adenosintriphosphat. Weiterhin konnte die Arbeitsgruppe zeigen, dass Tyramin und β-Phenethylamin in chromaffinen Vesikeln akkumulieren, in stöchiometrischem Verhältnis mit der Catecholaminfreisetzung. Sie folgerten, dass Amphetamin und ähnliche Verbindungen durch Verdrängung der Catecholamine ohne äquivalente ATP-Freisetzung wirken.
Die Vesikel müssen ihre Katecholamine aus dem Cytoplasma aufnehmen. Philippus Gruppe zeigte neben anderen Forschern, dass die Aufnahme ein aktiver Transport ist, bei dem Adenosintriphosphat gespalten wird, und zwar in Nebennierenmarks-Vesikeln ebenso wie in den Vesikeln postganglionärer sympathischer Nerven und den Vesikeln von Noradrenalin-Nervenzellen des Gehirns. Auch andere Neurotransmitter wie Dopamin und γ-Aminobuttersäure gelangen durch Adenosintriphosphat-abhängigen Transport in ihre Speichervesikel.
Mit dem Wechsel von Essen nach Würzburg trat Forschung am Nervensystem lebender Versuchstiere mehr und mehr an die Stelle der Forschung an Zellorganellen; dabei herrschten weiter neurochemische Messungen vor. Noch in Essen maß Philippu erstmals die Freisetzung von Noradrenalin im Hypothalamus narkotisierter Katzen. Zwei Jahre später benutzte er zum ersten Mal ins Gehirn eingeführte „push-pull-Kanülen“. Sie bestehen aus zwei konzentrischen Röhrchen. Durch das innere Röhrchen wird Flüssigkeit in das zu untersuchende kleine Gehirnareal gedrückt; durch das äußere Röhrchen (genauer den Raum zwischen innerem und äußerem Röhrchen) fließt sie wieder heraus. Stoffe, die aus dem Gehirn in die Flüssigkeit diffundieren, etwa Neurotransmitter, können in diesem „Superfusat“ gemessen werden. Zudem kann das Gehirnareal durch die – elektrisch nicht isolierte – Spitze der inneren Kanüle elektrisch gereizt werden. Philippu hat die Kanülen im Laufe der Zeit verbessert, so dass sie zum Beispiel auch bei kleinen Versuchstieren wie Ratten sowie bei wachen, sich frei bewegenden Tieren benutzt werden konnten.
Mit dieser Methodik hat Philippu vor allem die Bedeutung verschiedener Gehirnareale und verschiedener Neurotransmitter für die Regelung des arteriellen Blutdrucks untersucht. Elektrische Reizung des hinteren Hypothalamus steigerte den Blutdruck, elektrische Reizung des vorderen Hypothalamus senkte ihn. Wurde der arterielle Druck auf andere Weise experimentell erhöht (zum Beispiel durch gefäßverengende Substanzen) oder gesenkt (zum Beispiel durch gefäßerweiternde Substanzen), so änderte sich die Freisetzung von Neurotransmittern im Hypothalamus, und zwar oft im hinteren und vorderen Hypothalamus entgegengesetzt: Im hinteren Hypothalamus wurde die Freisetzung von Noradrenalin, Adrenalin und Dopamin bei einer Erhöhung des Blutdrucks (mittels gefäßverengernder Substanzen) gesenkt und bei einer Senkung des Blutdrucks (mittels gefäßerweiternder Substanzen) gesteigert; im vorderen Hypothalamus dagegen wurde die Freisetzung der drei Transmitter bei einer Erhöhung des Blutdrucks (mittels gefäßverengernder Substanzen) gesteigert und bei einer Senkung des Blutdrucks (mittels gefäßerweiternder Substanzen) gesenkt. Analoge Messungen in anderen Gehirngebieten wie dem Nucleus tractus solitarii und dem Locus caeruleus sowie für andere Transmitter wie Histamin und Serotonin folgten. Die Freisetzung von Noradrenalin im Locus caeruleus reagierte auf Blutdruckänderungen wie die Freisetzung im hinteren Hypothalamus, sank zum Beispiel bei Blutdrucksteigerung durch eine gefäßverengende Substanz. Durchtrennung der von den Barorezeptoren zum Gehirn führenden Nerven verhinderte die Reaktionen im Locus caeruleus und dem hinteren Hypothalamus, vielleicht weil die Durchtrennung eine Hemmung durch γ-Aminobuttersäure beseitigte. So näherte sich die Gruppe einem Gesamtbild der zentralnervösen Blutdruckregelung.
Die Neuropharmakologie des Histamins wurde ein weiterer Forschungsschwerpunkt. Die Neurotransmitter Histamin und Acetylcholin beeinflussten wechselseitig ihre Freisetzung. Im hinteren Hypothalamus unterlag die Freisetzung von Histamin einer ultradianen Rhythmik, die mit ultradianen Schwankungen im Elektroenzephalogramm korrelierte. Histamin förderte das Kurzzeitgedächtnis von Ratten. „Histamin- und Acetylcholin-Neurone und ihre Wechselwirkung scheinen bei Denkvorgängen (‚cognition‘) eine wichtige Rolle zu spielen.“
Nur 1½ Seite umfasst eine der bekanntesten Publikationen Philippus, in der er 1992 mit seinem Mitarbeiter Helmut Prast eine neue Wirkmöglichkeit des Stickstoffmonoxids (NO) beschrieb: Ein Hemmstoff des NO-bildenden Enzyms NO-Synthase verminderte in vivo im Vorderhirn von Ratten die Freisetzung von Acetylcholin, während Linsidomin, aus dem NO entsteht, die Freisetzung steigerte. Analoge Befunde wurden in vitro noch im selben Jahr anderwärts erhoben. Die Innsbrucker Gruppe selbst dehnte ihre Untersuchung auf die Freisetzung von Histamin und Glutaminsäure im Hypothalamus und die Freisetzung von Serotonin im Locus caeruleus aus. 1992 lag die Identifizierung von NO als einem biologischen Signalmolekül erst fünf Jahre zurück, und das erklärt das Interesse. Prast und Philippu haben die Neurobiologie des Stickstoffmonoxids 2001 in einem Übersichtsartikel zusammengefasst. „NO, aus Nervenzellen freigesetzt, scheint ein allgemeiner Modulator der Neurotransmitterfreisetzung zu sein.“

## Herausgebertätigkeit
Von 1972 bis 1999 war Philippu Herausgeber oder Beratender Herausgeber von Naunyn-Schmiedeberg’s Archives of Pharmacology. 2004 gab er das 1032 Seiten starke Werk „Geschichte und Wirken der pharmakologischen, klinisch-pharmakologischen und toxikologischen Institute im deutschsprachigen Raum“ heraus. Ein zweiter Band, im Wesentlichen Bilder, folgte 2007, ein dritter, Ergänzungsband, 2011, ein Band IV, Autobiographien im Jahr 2014, ein letzter Band VI: Autobiographien III und ausgewählte Biographien II. Wattens/Tirol 2021, ISBN 978-3-85093-416-9.

## Anerkennung
Die Universität Helsinki verlieh Philippu 1977, die Universität Innsbruck 1999 ihre Universitätsmedaille. 2008 wurde er Ehrendoktor der Medizinischen Fakultät der Aristoteles-Universität Thessaloniki. 2022 zeichnete die Deutsche Gesellschaft für Experimentelle und Klinische Pharmakologie und Toxikologie Philippu mit der Schmiedeberg-Plakette aus.